# Melanophryniscus atroluteus
Melanophryniscus atroluteus – gatunek płaza bezogonowego z rodziny ropuchowatych (Bufonidae).

## Systematyka
W przeszłości uznawano go za podgatunek Melanophryniscus stelzneri. Za osobny gatunek uznali go w 1992 Klappenbach i Langone.

## Budowa
Ani morfologia, ani wydawane dźwięki nawoływania nie pozwalają na rozróżnienie Melanophryniscus atroluteus i Melanophryniscus montevidensis.

## Rozmieszczenie geograficzne
Zasięg występowania gatunku jest następujący: północno-wschodnia Argentyna (prowincje Corrientes, Misiones i Entre Ríos, być może Santa Fe), południowa Brazylia (stan Rio Grande do Sul), południowy Paragwaj (departament Itapúa), Urugwaj (Artigas, Cerro Largo, Paysandú, Rocha, Salto, Tacuarembó, Treinta y Tres).

## Ekologia
Żyje na wysokości od 0 do 1200 m nad poziomem morza.
Jego siedlisko to tereny trawiaste takie jak łąki czy sawanny.
Radzi sobie w środowiskach zmienionych przez człowieka, o ile nie ma na nich miejsca intensywny wypas bydła.

## Cykl życiowy
Zalicza się do tzw. explosive breeders. Rozmnaża się intensywnie w tymczasowych zbiornikach wodnych, także w rowach melioracyjnych.

## Zagrożenia i ochrona
Zwierzę spotyka się często w trakcie sezonu rozrodczego w Urugwaju i Argentynie. W Brazylii nie należy do gatunków często spotykanych, ale jego trend liczebności jest tam stabilny, podczas gdy w Paragwaju stanowi on rzadkość.
Międzynarodowa Unia Ochrony Przyrody przyznała w 2004 płazowi status gatunku najmniejszej troski (LC – Least Concern). Z zagrożeń wymienia plantacje sosny i eukaliptusa we wszystkich krajach jego występowania prócz Paragwaju, osuszanie terenów podmokłych i rozwój osadnictwa. Zagrozić mu w przyszłości może odłów w celu trzymania w domach.
Zamieszkuje niewielkie, niekiedy prywatne rejony chronione w Argentynie, jeden rezerwat w Paragwaju i jeden obszar chroniony w Brazylii.